# Badia de Manila
La badia de Manila és una àmplia badia localitzada a la costa sud-occidental de l'illa filipina de Luzón, un dels millors ports naturals del món, que serveix com a tal a la capital de les Filipines, Manila. La boca d'entrada té 19 km d'amplària i s'estén fins a 48 km.

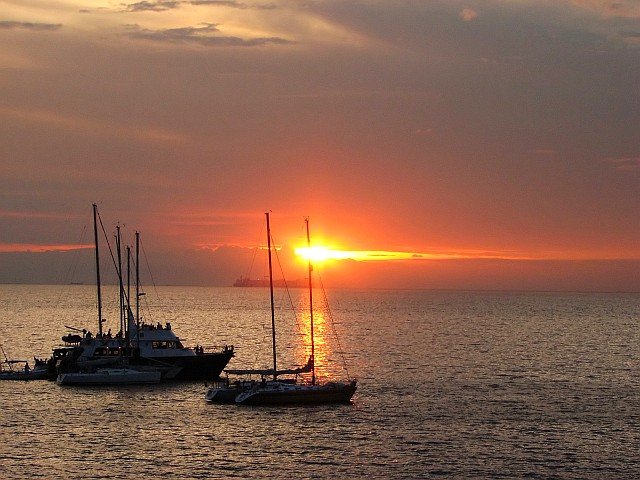
Vista de la badia de Manila des Bay City a Pasay.

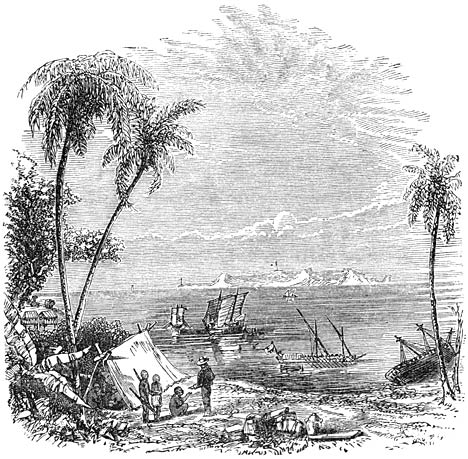
Badia de Manila a principis de (Baie de Manille, de Aventures d'un Gentilhomme Breton aux iles Philippines, publicat el 1855.

A cada costat de la badia hi ha petits pics volcànics recoberts de vegetació tropical. 40 km al nord hi ha la península de Bataan i al sud la província de Cavite. A l'entrada de la badia hi ha diverses illes, entre elles la més gran i més coneguda de totes, Corregidor, a 3 km de Bataan i que juntament amb l'illa de Caballo separa la boca de la badia en dos grans canals.
L'indret va ser escenari de la batalla de Cavite durant la guerra Hispano-estatunidenca i el setge de Corregidor el 1942, durant la invasió japonesa de les Filipines.